# Velilla de Ebro
Velilla de Ebro es un municipio español de la Ribera Baja del Ebro, provincia de Zaragoza, Aragón.

## Geografía
Tiene un área de 59,61 km² con una población de 241 habitantes (INE, 2014) y una densidad de 4,04 hab/km². Está situado a 52 km de Zaragoza a una altitud de 152 m s. n. m.

## Historia
En el 44 a. C. se fundó en el término municipal de velilla, sobre un poblado ibero llamado Kelse, la colonia romana Colonia Victrix Iulia Lepida, llamada así en honor a su fundador, Lépido. En el 36 a. C. Lépido fue apartado de sus cargos políticos y desterrado y la colonia se pasó a llamar Colonia Iulia Victrix Celsa.
El pueblo actual se remonta a su pasado árabe, donde ha dejado huella en el trazado de las calles y en la iglesia parroquial.
El 3 de junio de 1931 fueron declaradas las ruinas de Celsa Monumento histórico-artístico perteneciente al Tesoro Artístico Nacional mediante decreto.

## Demografía
Velilla de Ebro cuenta con una población de 207 habitantes (INE 2024).
| Gráfica de evolución demográfica de Velilla de Ebro entre 1842 y 2021                                               |
| |
| Población de derecho según los censos de población del INE Población de hecho según los censos de población del INE |

## Administración y política
| Período   | Alcalde                     | Partido |  |
| --------- | --------------------------- | ------- |  |
| 1979-1983 | Fernando Tella Rozas        | UCD     |  |
| 1983-1987 |                             |         |  |
| 1987-1991 |                             |         |  |
| 1991-1995 |                             |         |  |
| 1995-1999 |                             |         |  |
| 1999-2003 |                             |         |  |
| 2003-2007 |                             |         |  |
| 2007-2011 | María Rosario Gómez Puyoles | PAR     |  |
| 2011-2015 | María Rosario Gómez Puyoles | PAR     |  |
| 2015-2019 | María Rosario Gómez Puyoles | PAR     |  |

| Partido político    | Partido político                                   | 2003   | 2007   | 2011   | 2015   |
| Partido político    | Partido político                                   | Ediles | Ediles | Ediles | Ediles |
|                     | Partido Aragonés (PAR)                             | 1      | 4      | 6      | 5      |
|                     | Partido de los Socialistas de Aragón (PSOE-Aragón) | 4      | 3      | 1      | —      |
|                     | Partido Popular de Aragón (PP)                     | —      | —      | —      | —      |
|                     | Chunta Aragonesista (CHA)                          | —      | —      | —      | —      |
| Total de concejales | Total de concejales                                | 5      | 7      | 7      | 5      |

## Lugares de interés
velilla tiene estos lugares de interés:
- Celsa :Importante núcleo urbano de época romana del siglo I a. C. situado junto al actual municipio de Velilla de Ebro, que acoge una de las sedes del Museo de Zaragoza, situada en un edificio de arquitectura funcional, dedicada a la exposición de los hallazgos del cercano yacimiento de Colonia Celsa.
- Iglesia de N.ª S.ª de la Asunción, edificio mudéjar de los siglos XVI y XVII.
- Ermita de San Nicolás de Bari (Velilla de Ebro) de los siglos XVII y XVIII, donde se pueden ver vistas
- Restos del Castillo de Velilla de Ebro.